# Лупус Сполетський
Лупус (†752), у 745–752 роках герцог Сполетський, проводив політику незалежну від Лютпранда, короля лангобардів.
Надавав щедрі пожертвування Фарфському абатству. Після його смерті герцогство захопив король лангобардів Айстульф і подарував Унольфу.